# Greaker Cellulose
Greaker Cellulose, numera Nordic Paper Greaker, är ett norskt massa- och pappersbruk i Greåker.
Greaker Cellulose grundades 1905 under namnet AS Greaker Cellulosefabrik. Sulfitmassafabriken kompletterades med en pappersfabrik för brunt omslagspapper 1914. 
Efter en konkurs 1972 rekonstruerades företaget under namnet Greaker Industrier. Det övertogs 1979 av M. Peterson & Søn, namnändrat 1997 till Scanproof. Det avknoppades 2001 tillsammans med de norska skogsägarnas Geirhus pappersfabrik i det nybildade Nordic Paper AS, samägt av M. Peterson & Søn och Norske Skog. Det fick då namnet Nordic Paper Greaker.
Idag finns två pappersmaskiner, vilka tillverkar smörpapper, som används till bland annat bakplåtspapper och muffinsformar. Den moderniserade PM 1 från 1914, med 2,8 meters bredd, har en kapacitet på 12 000 ton per år, och PM 4, med 4,7 meters bredd, har en kapacitet på 23 000 ton per år. 